# C-Style
C-Style（シースタイル、漢字表記：志威須隊流）は、千葉県木更津市を拠点に活動するヤンキー系アイドルユニット。所属は株式会社C-PROエンターテイメント。ご当地アイドル殿堂入り。

## 概要

### 特徴
メンバーは木更津市出身、木更津市在住である。
目標は地元の先輩である氣志團と同じステージに立つこと。「目指すは武道館ではなく氣志團万博。」
ヤンキーをモチーフとして活動しており、衣装はロンスカセーラー服が標準である。
ヤンキースタイルであるが「いじめ反対運動ピンクシャツデー千葉」のスペシャルサポーターを務めたり、木更津市内でゴミ拾い活動を行いゴミを捨てない意識づくりを訴えるなど、ヤンキーらしくない真面目な活動も積極的に行っている。

### 活動
千葉、東京を中心に日本各地や海外でライブ活動を行っている。アイドルの枠にとらわれず様々なミュージシャンと共演をし、活動の場を広げている。過去には定額制ライブ行き放題サービス sonar-u(ソナーユー)のアーティストとしても活動し、年間ピックアップアーティストに選出された。
木更津市の広報活動も活発に行っており、自治体や地元企業とのイベント大使やPR活動を行う他、木更津市の音楽環境を活性化するために閉鎖した地元のライブハウスの復活 など独自でも地域貢献の活動を行っている。そして、2018年に木更津市より木更津ふるさと応援団を委嘱され、木更津市の公認アイドルとなった。
ファンとの交流のため、地元木更津中心にキッチンカーによるクレープ販売を定期的に行っている。この販売はフェスやライブ会場でも実施することがある。木更津以外でも、企業のPRやコラボ商品販売、店頭での販促イベントを行うなど多彩な活動をしている。
メディアも多数出演しており、テレビやラジオでレギュラー番組、冠番組を持つなどの活動を見せている。その他にも『中居くん決めて!』（TBSテレビ）、『アウト×デラックス』（フジテレビ）、『モヤモヤさまぁ〜ず2』（テレビ東京）、『ブラタモリ』 （NHK総合）など、多数の番組にゲスト出演している。

### 音楽性・パフォーマンス
楽曲の多くが、シンガーソングライターの野本健太郎によるものである。ロックやポップス、和音楽、民族音楽と多様なジャンルに興味をもつ野本らしく、独創的でノリやすい曲調のものが多く、ロックでありながらコミカルな要素が入ったもの、ラップを取り入れたものやバラードなど幅広いものとなっている。
様々なジャンルのミュージシャンが集結する全国規模の大型音楽トーナメントで優勝している。その大会では複数の賞も獲得するなど、アイドルとしてだけでなく、アーティストとしての評価を得ている。
2018年に行われた音楽イベントOTONOVAの決勝では、審査員から「歌唱力も高く、圧倒的なパフォーマンス」「ピースフルでエモい」と評された。先の野本からはブログ上で「本当にびっくりするくらいポテンシャルが高くて、また、びっくりするくらいプロ意識が高い。（中略）この子たちは、なんでも出来る。」と信頼を寄せている。

## メンバー

### 現メンバー
| 名前               | 名前（かな）      | 生年月日             | 加入年月   | メンバーカラー  | キャッチフレーズ | 備考      |
| ------------------ | ----------------- | -------------------- | ---------- | --------------- | --- | --------- |
| 八剱咲羅           | やつるぎ さくら   | 1998年9月7日（26歳） | 2013年4月  | ピンク→赤       | 「闇夜を照らす 房総の月下美人 アフター５のシンデレラ」 「偏差値マイナス127」 「親不孝上等 C-Style総長」                            | 4代目総長 |
| 潮干狩鯏（二代目） | しおひがり あさり | 2001年2月1日（24歳） | 2014年11月 | 緑→木更津ブルー | 「朝は必ずアサリ汁」 「正統派アイドル 不動のセンター」 「正統派アイドル 夜道に気をつけな」 「房総の歌姫 蒼き歌鳴離夜（カナリヤ）」 |           |

### 元メンバー
| 名前             | 名前（かな）          | 活動期間                          | メンバーカラー | キャッチフレーズ                                                                            | 備考                                        |
| ---------------- | --------------------- | --------------------------------- | -------------- | ------------------------------------------------------------------------------------------- | ------------------------------------------- |
| 竹岡魅杜希       | たけおか みずき       | 2013年4月～2013年9月8日（卒業）   |                | 「曲がった事は許さねぇ 男勝りは親譲り 木更津最後の愚連隊」                                  | 初代総長。海蛍琴音の実姉。                  |
| 證誠寺愛羅       | しょうじょうじ あいら | 2013年4月～2014年（脱退）         |                | 「人は皆こう呼ぶ 仕掛けられた爆弾だと 気付いた時には3秒前」                                 |                                             |
| 潮干狩鯏（初代） | しおひがり あさり     | 2014年3月～2014年6月（脱退）      |                |                                                                                             |                                             |
| 千葉舞凛         | ちば まりん           | 2013年4月～2014年12月31日(脱退）  |                | 「嵐を起こす真紅の稲妻 小悪魔番長」                                                         | 2代目総長。愛称：まりん、ロッテ。           |
| 三日月伶奈       | みかづき れな         | 2013年4月～2015年10月（脱退）     | 紫             | 「喧嘩も恋も美しく 本気になったらゲームオーバー 木更津が生んだ黒いカリスマ」 「房総の狂犬」 | 愛称：レナ子                                |
| 海蛍琴音         | うみほたる ことね     | 2013年4月～2015年12月6日（卒業）  | 赤             | 「レディースだけどレディーじゃねぇ 天は私の上に人を作らず」 「木更津が生んだ黒いカリスマ」  | 3代目総長。竹岡魅杜希の実妹。愛称：うみほ。 |
| 矢那川汐音       | やながわ しおね       | 2014年3月～2015年12月6日（卒業）  | 黄             | 「アイドルにあんまり興味がありません」                                                      | 旧芸名：新日鉄汐音。愛称：しおしお。        |
| 海蛍七華         | うみほたる ななか     | 2015年12月～2017年8月（活動休止） | 紫             | 「世界で1番かわいいマセガキ 2歳で木刀握ってる」                                             |                                             |

## 略歴
2013年
- 4月29日、横浜BLITZで開催されたイベント「Tokyo Fashion Collection Vol.2」にてステージデビュー。メンバーは竹岡魅杜希（総長）、千葉舞凛、八剱咲羅、三日月伶奈、海蛍琴音、證誠寺愛羅の6名。
- 5月11日、地元・木更津でのイベントに初出演。
- 7月20日、配信限定のデビューシングル『Midnight 19town』をリリース。
- 11月、初の海外公演をベトナムで行う。

2015年
- 8月、愛踊祭2015 南関東エリア代表決定戦に進出[16]

2016年
- 4月26日、同年9月に行われる氣志團主催の野外フェス「氣志團万博2016 ～房総ロックンロール・チャンピオン・カーニバル～ Presented by シミズオクト」のプレイベント「ENTER THE KISHIDAN EXPO ～夢 with You～」に出場[17]。
- 7月、愛踊祭2016 関東Aエリア代表決定戦で優勝。ファイナル進出[18]。
- 10月、モンゴルで海外公演を行い、2日間で2,000人規模の観客を動員[19]。

2017年
- 2月15日、カー用品店オートウェーブのPRキャラクターに就任[20]。
- 3月22日、いじめ反対運動。ピンクシャツデー千葉公認スペシャルサポーター就任[21]。
- 8月、愛踊祭2017 関東Cエリア代表決定戦で準優勝。黒騎士賞受賞。

2018年
- 1月よりオーディエンス参加型ライブグランプリ｢OTONOVA｣に参加。参加アーティスト1,627組の中から、関東A・北陸A・北信越ブロックを勝ち上がり、6月2日 EX THEATER ROPPONGIにて開催されたグランプリファイナルに進出。Voicy賞とFresh!賞を受賞[11][22]。
- 7月1日、2016年になくなった木更津駅前のライブハウス「カバチ（現在のライブハウスOSSA）」の復活を目指した活動「木更津ライブハウス復活プロジェクト」を立上げ、完全復活を果たす[23]。
- 7月16日、木更津署の交通安全フェスタで、一日警察官に任命[24]。
- 8月、トレナビ応援団就任[25]。
- 8月よりOTONOVA（Mudia）2019のアンバサダー選手権に参加。予選を勝ち抜き、11月14日 zepp Diver City tokyoで行われた決勝に進出。グランプリを獲得（優勝）し、Mudia2019のアンバサダーに就任[26]。
- 9月、房総いいねスタンプラリーPR大使に任命される[27]。
- 11月21日、木更津市から木更津ふるさと応援団を委嘱され、木更津市公認のアイドルとなる[8]。
- 12月3日、初の地上波冠番組「トレナビ応援団C-Styleが行く（千葉テレビ）」放送開始。
- 12月、電子タバコ専門店Vape Treasure応援団就任[28]。

2019年
- 1月、アパレルブランドTOWA NO UTA とのコラボ商品販売[29]。
- 1月、ライブ定額サービス「sonar-u（ソナーユー）」2019年ピックアップアーティストに選出。
- 4月より、Mudiaアンバサダーとして、初の全国ツアー「全国Mudia化計画」開催[30]。
- 7月、愛踊祭2019 関東Aエリア代表決定戦でオーディエンス賞受賞[31]。
- 7月、房総いいねスタンプラリーPR大使（2年連続）に任命される[32]
- 8月7日、AbemaTVの「鈴木愛理の火曜TheNIGHT」に出演。楽曲「餡掛肉御飯」を披露[33]。
- 8月12 ,13日、Vape Treasure 秋葉原店で2日連続の一日店長になる[34]。
- 8月14日、木更津港まつり やっさいもっさい踊り大会にピンクシャツデー千葉の連で参加。粋でいなせな賞を獲得[35]。
- 8月28日、 紅麗威甦の名曲「ぶりっこROCK'N ROLL」を作詞・作曲した横浜銀蠅 翔の公認で正式カバー[36]。
- 9月9日に発生した令和元年房総半島台風（台風15号）や19号による被災地の応援の為、千葉県や茨城県でクレープの炊き出し活動を実施[37]。
- 9月13日、「ご当地アイドル肩書きランキング」で第5位になる。
- 10月6日　房総半島台風で被害を受け復興のため「新・餡掛肉御飯」のMVを公開[38]。
- 10月7日　TBS「中居くん決めて!」にゲスト出演[39]
- 11月21～29日　ベトナム遠征[40][41]
  - 11月21日　日本語教育学校マザーブレイン ベトナム訪問
  - 11月22日　NHAT LONG CAFFEEでベトナムアイドルPOLARISとのツーマンライブ
  - 11月23日　ジャパンフェスタ2019　ライブ出演
  - 11月24日　駅伝イベントEKIDEN ライブ出演
  - 11月25日　レストラン「TOMATO」一日店長
  - 11月25日　SPORTS BAR NewYork　ライブ出演
  - 11月27日　木更津市と友好協力関係者にあるダナン市に表敬訪問。
- 11月29日～12月2日　台湾遠征[42]
  - 11月30日　3D LIVE Revolution　杰克音樂 ライブ出演
  - 12月1日　3D LIVE Revolution　杰克音樂 ライブ出演

2020年
- 1月25日　2019年9月から行われた、オーディエンス参加型全国音楽イベント 「Mudiaトラック・パフォーマンス部門 vol.2」を勝ち抜き、優勝。関西コレクションの出演権を勝ち取る[10]。
- 1月31日　音楽界の異種格闘技戦「MUSIC ROYALE」に出場し優勝。バンコク日本博2020の出演権を勝ち取る[43]。
- 4月1日、「ご当地アイドル肩書きランキング」で第4位になる
- 4月8日　新型コロナウイルス予防ソング「これでコロナもイチコロナ」公開。
- 4月12日より　新型コロナウイルス対策として、ショウエーハウス協力のもと、次亜鉛酸水を無料配布。
- 4月18日　コロナウイルスによる影響で7周年記念ライブを無観客で実施[44]。
- 4月18日　千葉テレビ「踊るチバテレYAGURA」レギュラー出演開始[45]。
- 4月24日　木更津市のキャラクター「きさポン」のC-Style版「C-Styleきさポン」を木更津市の協力で制作。
- 5月4日　冠番組「C-Styleのぶっちぎりナイト！」が放送開始[46]。
- 7月9日　日本ご当地アイドル活性協会が選ぶ『2020年上半期（第14回）アイドルセレクト10』に5期ぶり5回目の選出[47]。
- 8月15日 初の野外ワンマンGIG「TSUPPARI TRAINING SCHOOL」を富津公園野外劇場にて開催。コロナ禍を意識しソーシャルディスタンスを徹底しながら約350人を動員。
- 9月6日 「バンコク日本博2020 ON LINE‼」に出演。
- 9月、房総いいねスタンプラリーPR大使（3年連続）に任命される。[48]
- 10月22日　フジテレビ系列『アウト×デラックス』にゲスト出演。[49]
- 11月22日　君津市民文化ホールで初のホールワンマンライブを開催。コロナ感染対策として座席数を半分とし、約250人（満席）を動員。
- 12月22日、「ご当地アイドル肩書きランキング」で第6位になる[50]。

2021年
- 1月31日　コミュニティスペース「ZOKU」を期間限定オープン。
- 4月25日　富津公園野外劇場にて8周年記念ライブを開催。
- 5月20日　8周年記念イベント時に募った医療従事者支援募金を富津市に寄付。
- 5月29日　HEAVEN'S ROCK さいたま新都心 VJ-3にてワンマンライブを開催（満員）。
- 5月29日　ブラタモリ（NHK）木更津編に出演。[51][52]
- 7月2日　『2021年上半期（第16回）アイドルセレクト10』に2期ぶり6回目の選出[53]。
- 8月6日　栃木県のラジオ番組に1日で4番組出演。
- 10月23日 富津公園野外劇場のワンマンライブにて、セカンドシングル全国リリースを発表。

2022年
- 1月26日　セカンドシングル「レディース!!」をリリース。オリコン デイリーシングルランキング5位（2022年01月25日付）、ウィークリーランキング14位（2022年02月07日付）を記録。[54]
- 3月6日-5月21日 2回目の全国ツアーを開催。
- 3月7日「レディース!!」がカラオケDAMシリーズに導入。
- 4月25日　OH!舞 DA PUMP!! エボリューション（ひかりTV）のイベント、ローカルアイドルリーグ関東予選で優勝。
- 4月30日イオンモール木更津ライブパークにて9周年記念ライブを開催。
- 7月30日-31日 7年ぶりの沖縄ツアー
- 8月20日ｰ9月23日 木更津市施行80周年記念事業のワークショップイベント「C-STYLEとPARK BAY FESTIVALで踊り隊」を実施。120名を超えるキッズダンサーを集める。[55]
- 9月26日　ロードモバイル頂上決戦！ご当地アイドル編で優勝。[56]
- 10月2日　HEAVEN'S ROCK さいたま新都心にてバンド編成でのワンマンライブを開催。
- 11月26日ｰ28日　栃木県内メディア複数出演（CRT栃木放送、RADIO BERRY、FMくらら、FMゆうがお、とちぎテレビ、下野新聞）

2023年
- 1月29日　富津公園ティラノサウルスレース　アンバサダー就任（千葉県まちづくり公社）
- 2月15日ｰ19日　Actorʼs Training Centre STAGE Vol.16　にて舞台、ミュージカルに出演[57]
- 4月29日　10周年記念ライブを館山市の南総文化センター大ホールで開催。600名を超える観客を動員。また、「C-STYLEとPARK BAY FESTIVALで踊り隊」で集まった100名を超えるキッズダンサーと餡掛肉御飯を披露。
- 4月29日　日本ご当地アイドル活性協会により『ご当地アイドル殿堂入り』が表彰される[58]。
- 5月27日　地域最大級ステージで様々なパフォーマーとライブイベントを行う「DREAM STAGE」を、C-Styleがアンバサダーとなりスタート。
- 6月1日　ベトナム遠征
  - 6月2日-4日　ダナン三日月にて行われた、ジャパニーズカルチャーフェス「Nippon Oi」に参加。[59]
- 7月22日　第37回青年版国民栄誉賞（JCI JAPAN TOYP）のファイナリスト賞を受賞。
- 8月14日、木更津港まつり やっさいもっさい踊り大会にピンクシャツデー千葉の連で参加。
- 9月5日　ちばアクアラインマラソン2024のPRサポーターを木更津市から委嘱。[60]

2024年
- 2月17日ｰ21日　ACT CREATION THE STAGEにて舞台、ミュージカルに出演。Desir204X、Saigon1975（八剱咲羅：ジジ役、潮干狩鯏：キム役　等）
- 3月3日　愛旧ジャパン　スタイルブック創刊号にて、表紙モデル、特集記事に掲載される。Amazon売れ筋ランキングの車・バイク部門で1位になる。
- 3月16日　TKO 47都道府県コントツアー「周るTKO」、千葉公演にゲスト出演。
- 3月29日　木更津ふるさと応援団として、木更津市の公式ペットボトルリサイクル動画、ゴミ拾いSNS「ピリカ」の案内動画に出演。
- 3月30日　ZOZOマリンスタジアムで行われたプロ野球、千葉ロッテマリーンズ 対 北海道日本ハムファイターズ戦の始球式セレモニーに参加。ボールパークステージでライブも披露。
- 4月27日　11周年記念ライブを木更津市民会館中ホールで開催。
- 7月5日 ライブハウスOSSA！にて、BAR営業開始。
- 7月12日 龍宮城スパホテル三日月トレインルームオープン式典　司会担当。
- 8月7日　ベトナム遠征
  - 8月10日-11日　ダナン三日月にて行われた、ジャパニーズカルチャーフェス「Nippon Oi」に参加。
- 8月14日、木更津港まつり やっさいもっさい踊り大会にピンクシャツデー千葉の連で参加。
- 9月24日　アクアコイン（電子地域通過）に、C-Styleの決済音特別バージョンが配信。[61]
- 11月10日　ちばアクアラインマラソン2024にPRサポーターとして出場。潮干狩鯏がフルマラソン、八剱咲羅がハーフマラソンを完走。レース後にライブも披露。
- 12月8日、結成12年目にして、初の公式ファンクラブ「シース隊」を開設。

2025年
- 1月18日、木更津海上保安署より1日海上保安署長（八剱咲羅）、1日巡視船長（潮干狩鯏）を委嘱。[62]
- 4月5日、ZOZOマリンスタジアム　千葉ロッテVS楽天　ホテル三日月チャレンジDayにて始球式を担当（投手は八剱咲羅）。ヒーロー表彰式でのプレゼンターも担当（八剱、潮干狩2名）
- 7月21日、横浜海上保安部の横浜・八景島シーパラダイスで海の安全運動の啓発活動にて１日海上保安官を委嘱。
- 7月27日、9月に開催されるクロちゃん主催の大型フェス「クロフェス2025 6年目！クロフェスと結婚するしん！」にて千葉県代表として2年連続選出が発表[63]。

## メディア出演

### テレビ
- musicる TV（2015年5月19日・2016年7月11日・2017年4月24日・2017年8月28日・2019年8月27日・2019年9月23日、テレビ朝日）
- 真夜中のおバカ騒ぎ!（2018年11月 - 2019年1月、千葉テレビ、TOKYO MX　※八剱咲羅 出演）
- トレナビPresents『トレナビ応援団C-Styleが行く!』（2018年12月3日 - 2018年12月24日、千葉テレビ　※C-Style初の冠番組）
- ケンコバのバコバコテレビ（2019年3月1日 - 2019年3月29日、サンテレビ、KBS京都、ぎふちゃん）
- シャキット!（2019年6月26日・2019年9月5日・2020年4月21日、千葉テレビ）
- ナイツのHIT商品会議室（2019年10月4日 - 2019年10月25日・2020年7月17日、2024年10月25日、千葉テレビ）
- 花田虎上のチバテレ!YAGURA（2020年4月18日 - 2024年3月16日、千葉テレビ）

### CM
- トレナビ（2020年4月 - 、全国とれたて情報サイト）
- ショウエーハウス[64]（2020年8月 - 、新築住宅の設計・施工・販売)
- とんでけ！ため息ちゃん（2020年11月 - 、愚痴投稿サイト)
- コード：ドラゴンブラッド × エヴァンゲリオン　コラボ（2020年11月、スマホゲームアプリ　※潮干狩鯏　出演)
- コード：ドラゴンブラッド（2020年12月 - 、スマホゲームアプリ　※八剱咲羅　出演)

### WEBテレビ
- 24時間ゼロテレビ めちゃ×2なが～～～～～くユルんでるッ!～ひとつ大人になった44番ロビンマスクは地球を救う!?（2014年8月31日、ゼロテレビ）
- AbemaWave サタデーナイト TOKYO BUZZ SPOT（2017年2月25日、AbemaTV）
- C-StyleのMudia ON TV（2019年2月8日 ｰ 2019年7月5日、Mudia　sonar-uチャンネル（YouTube））
- ヤンキーアイドルC-Styleの黙ってウチらについて来い（2020年10月28日 - 2020年11月11日、和飯情報局（YouTube））

### ラジオ
レギュラー番組
- C-Styleのぶっちぎりナイト!（2020年5月4日 - 2020年9月28日・2020年11月2日 - 、CLOVER MEDIA Radio&NetTV→77.5 Lively FM)

過去のレギュラー番組
- トレナビ応援團 C-Styleの本気で『マッチング』（2019年2月22日 - 2020年3月28日、かずさエフエム）

### 雑誌
- チャンプロード（2013年8月26日号）
- SOUL JAPAN（2013年12月号）
- 散歩の達人（2015年4月号）
- 千葉Walker（2017年春GW号）
- THE TRUCKERS MAGAZINE カミオン（2017年12月号）
- SUZUKI ALTO WORKS&ALTO 04（2018年5月発売　※八剱咲羅 表紙モデル）
- アメ車マガジン（2021年1月号　表紙モデル）[65]
- 愛旧ジャパン　スタイルブックVol1～3（2024年3月、4月、12月　表紙モデル、特集）

### インターネット（特集記事・インタビュー・コラム）
- ヤンキー系アイドル・C-Styleのライブが熱い！「この服を着た以上、絶対に負けられない」[66]（2015年2月17日、ミニシアター通信）
- 合言葉は「仏恥義理！」　木更津発・ヤンキーアイドルユニット「C-Style」を直撃[67]（2017/04/12、日刊サイゾー）
- 仏恥義理アイドル-C-Style　四代目総長・八剱 咲羅の羯徒毘愛踊流狼怒[68]（2017年7月31日-2018年5月4日、i-Q JAPAN　※八剱咲羅コラム連載）
- なつかしくて新しい人気の駄菓子屋「まぼろし堂」が子供たちに伝えたいこと[69]（2018年1月29日、THE PAGE　※C-Styleによる取材協力）
- 気合い十分「木更津から全国へ」　ヤンキー系アイドル「C-Style」とは？[70]（2018年1月31日、THE PAGE）
- 中居正広が『応援したくなる』アイドルとは？台風直撃後の活動に感心する人が続出！[71](2019年10月8日、おとなカワイイwebマガジン COCONUTS）
- アイドルC-Style無観客ライブ　新型コロナ予防、歌とダンスでうったえる[72]（2020年4月20日、THE PAGE）
- 木更津発！仏恥義理アイドル「C-Style」は讃岐うどんがお好き？[73]（2021年7月17日、ガーカガワ）
- 【インタビュー】C-style、仏恥義理アイドルが気合いと覚悟を込めた新シングル「レディース!!」[74]（2022年2月8日、BARKS）
- 【特集】茂木千明という男とは… ≪C-Style≫を作った誰からも愛されるアニキ[75]（2023年5月13日、Myuu♪）
- C-Style 10周年記念特別インタビュー[76]（2023年5月25日、株式会社サンエー）

## 楽曲タイアップ
- 餡掛肉御飯（ナイツのHIT商品会議室／千葉テレビ　エンディングテーマ）
- 餡掛肉御飯（踊るチバテレYAGURA／千葉テレビ　エンディングテーマ）
- これでコロナもイチコロナ（踊るチバテレYAGURA／千葉テレビ　エンディングテーマ）
- We are C-Style（踊るチバテレYAGURA／千葉テレビ　エンディングテーマ）
- 命懸け ～INOCHIGAKE～（踊るチバテレYAGURA／千葉テレビ　エンディングテーマ）
- レディース!!（じっくり聞いタロウ／テレビ東京　エンディングテーマ）
- レディース!!（踊るチバテレYAGURA／千葉テレビ　エンディングテーマ）
- 馬鹿野郎青春（踊るチバテレYAGURA／千葉テレビ　エンディングテーマ）
- ヤンキーの法則（C-Styleのぶっちぎりナイト／775Lively FM　エンディングテーマ）
- X-Cross（踊るチバテレYAGURA／千葉テレビ　エンディングテーマ）
- バイバイバイセコー（踊るチバテレYAGURA／千葉テレビ　エンディングテーマ
- バイバイバイセコー（C-Styleのぶっちぎりナイト／775Lively FM　エンディングテーマ）

## 広報活動・企業タイアップ
- オートウェーブPRキャラクター（2017年02月15日より／カー用品店）[20]
- ピンクシャツデー千葉公認スペシャルサポーター（2017年3月22日より／いじめ反対運動）[21]
- auショップ販促イベント（2017年5月頃より現在まで不定期／千葉県の店舗を中心に開催。アンケート回答でキッチンカーでメンバーが作ったクレーププレゼント）
- 一日木更津警察官（2018年7月16日／木更津警察より任命）[24]
- Plaza Do 木更津 C-Styleプロモーション（2018年7月27日／パチンコ店）
- トレナビ応援団（2018年8月より／全国とれたて情報サイト）[25]
- 房総いいねスタンプラリーPR大使（2018年8月、2019年9月より、2020年10月より　※3年連続／房総活性化イベント）[27]
- Mudiaアンバサダー（2018年11月14日より／全国規模のライブグランプリイベント）[26]
- 木更津ふるさと応援団（2018年11月21日より／木更津市より任命）[8]
- Vape Treasure応援団！（2018年12月より／電子タバコ専門店）[28]
- TOWA NO UTA コラボ商品販売（2019年1月より／アパレルブランド）[29]
- TOWA NO UTA コラボ衣装発表（2019年4月28日／アパレルブランド）
- エフケイバ木更津 予想イベント（2019年6月12日／会員制場外馬券場）[77]
- Vape Treasure C-Styleコラボリキッド販売（2019年6月15日より／電子タバコ専門店）[78]
- 木更津市ゴミのポイ捨て禁止ポスターモデル（2019年7月／木更津市）[79]
- Vape Treasure 秋葉原店 一日店長（2019年8月12日、13日／電子タバコ専門店）
- GRILL＆BAL 10PEN 一日店長（2019年10月19日、12月21日／飲食店）
- レストラン「TOMATO」一日店長（2019年11月25日／ベトナム ハノイの飲食店。ベトナムアイドルポラリスと合同）
- ショウエーハウス　応援団長（2020年2月より／住宅販売）[80]
- せんねんの木　公式PR応援大使（2020年2月より／バームクーヘン屋）
- せんねんの木　祇園店　副店長（2020年3月7日／バームクーヘン屋）
- せんねんの木　タイアップバームクーヘン販売（2020年4月／バームクーヘン屋）
- オプトマックスアイベル木更津店　一日店長（2020年10月24日／メガネ・コンタクト販売店）
- 戸田屋寝具店　一日店長（2020年10月24日／寝具店）
- 第8回　木更津CMコンテスト　ポスターモデル（2020年11月／木更津商工会議所青年部）[81]
- ドコモショップイオンモール木更津店　出張販売コラボ（2021年3月12日～14日、4月16日、17日／携帯電話販売店）
- 木更津名物の踊り「やっさいもっさい」の踊り方を解説動画出演（2021年4月／木更津観光協会）
- ドコモショップ出張販売コラボイベント　メガドン・キホーテ春日部店、ドコモショップ岩槻店、イオンタウン君津店、イエローハット越谷店、マルサン久喜店（2021年4月29日-5月6日、15日、16日、22日、23日、6月12日、13日、7月3日、4日／携帯電話販売店）
- ハードコアチョコレート　一日店長（2021年6月27日／アパレルブランド）
- 富津公園ティラノサウルスレース　アンバサダー（2023年1月／千葉県まちづくり公社）
- ペットボトルの水平リサイクル解説動画出演（2024年3月／木更津市）
- ゴミ拾いSNS「ピリカ」紹介動画出演（2024年3月／木更津市）
- 決済音特別バージョン担当（2024年9月／アクアコイン）

## イメージキャラクター
- 木更津市公認 ふるさと応援団
- いじめ反対運動ピンクシャツデー千葉 オフィシャルサポーター
- 房総いいねスタンプラリー PR大使
- 木更津警察署 一日警察官
- 全国とれたて情報サイトトレナビ 応援團
- Vape Treasure応援団
- ショウエーハウス応援団
- せんねんの木 公式PR応援大使
- ちばアクアラインマラソン2024 PRサポーター
- 木更津海上保安署　一日海上保安署長（八剱咲羅）、一日巡視船長（潮干狩鯏）
- 横浜海上保安部 海の安全運動　１日海上保安官

## 受賞歴
- 愛踊祭2016 関東Aエリア代表決定戦 優勝（地区代表）
- 愛踊祭2017 関東Cエリア代表決定戦 準優勝。黒騎士賞。
- OTONOVA2018 関東A・北陸A・北信越ブロック優勝（地区代表）
- OTONOVA2018 Voicy賞
- OTONOVA2018 Fresh!賞
- Mudia2019（旧OTONOVA） アンバサダー選手権 グランプリ
- 愛踊祭2019 関東Aエリア代表決定戦 オーディエンス賞
- Mudia トラック・パフォーマンス部門 vol.2 優勝
- 音楽界の異種格闘技戦「MUSIC ROYALE」優勝
- 第37回青年版国民栄誉賞　ファイナリスト賞

## ライブ
毎月多数出演している。 
ここではツアー、定期公演、記念ライブのみ記載する。

### ツアー
- 全国Mudia化計画（全20公演）
  - 今池GROW（2019/4/14：愛知）
  - 上野音横丁（2019/4/19：東京）
  - 長野ライブハウスJ（2019/4/20：長野）
  - 両国サンライズ（2019/4/22：東京）
  - 新宿 Live Freak（2019/4/23：東京）
  - 福岡graf（2019/5/3：福岡）
  - 鹿児島SR HALL（2019/5/4：鹿児島）
  - 福岡graf（2019/5/5：福岡）
  - 梅田Zeela（2019/5/7：大阪）
  - 大阪ROCKTOWN（2019/5/8：大阪）
  - お茶の水KAKADO（2019/5/13：東京）
  - 名古屋RAD HALL（2019/5/18：愛知）
  - SPiCE（2019/6/1：北海道）
  - 札幌BESSIE HALL（2019/6/2：北海道）
  - OSAKA MUSE（2019/6/8：大阪）
  - 渋谷ストリームホール（2019/6/23:東京）
  - EX THEATER ROPPONGI（2019/7/7：東京）
  - 味園ユニバース（2019/8/3：大阪　※2公演）

※オーディエンス参加型ライブグランプリ「Mudia（ミューディア）」のアンバサダーとして、各地の会場で出演。C-Style初の全国ツアー。
- C-Style TOUR 2022 女舐めんなよ（全17公演）
  - spaceZero（2022/3/5：宮城）
  - spaceZero（2022/3/6：宮城）
  - 上田Radius（2022/3/12：長野）
  - ロケット・ピンク（2022/3/13：新潟　※2部構成）
  - ラウンド87（2022/3/19：栃木）
  - 深谷BEAT POP（2022/3/20：埼玉）
  - 原宿クロコダイル（2022/3/27：東京）
  - 福岡Buddy up!（2022/4/16：福岡　※3部構成）
  - 福岡Buddy up!（2022/4/17：福岡　※2部構成）
  - イオンモール木更津　ライブパーク（2022/4/30：千葉）
  - OSSA（2022/5/1：千葉）
  - 堺東goith（2022/5/21：大阪　※2部構成）

※コロナ感染対策のため、4月9日の大阪公演は5月21日に延期。4月10日の愛知公演は中止。

### 定期公演
- 愛怒琉～魂～（全8回、2013/11/3～2015/2/8）
- 月曜定期（秋葉原PLUM、全7回、2016/12/21～2017/1/30）
- 月曜定期（両国サンライズ、全7回、2017/3/27～9/25）
- 無銭定期（池袋emo、全7回、2018/2/15～5/10）
- 上野木更津化計画（上野音横丁、全12回、2019/1/4～2019/12/7）
- 赤坂咲かす！〜T・B・S〜 東京 仏恥義理 SHOW（Aphro 赤坂、2020/1/17～現在　※コロナ禍の影響で途中中断あり）

### DREAM STAGE
- Vol.1（イオンモール木更津 ライブパーク、2023/5/27）
- Vol.2（イオンモール木更津 ライブパーク、2023/6/24）
- Vol.3（イオンモール木更津 ライブパーク、2023/8/26）
- Vol.4（イオンモール木更津 ライブパーク、2023/10/24）
- Vol.5（イオンモール木更津 ライブパーク、2024/3/24）
- Vol.6（イオンモール木更津 ライブパーク、2024/7/27）
- Vol.7（イオンモール木更津 ライブパーク、2024/10/27）

### 記念ライブ
- 1周年（木更津KAVACHi、2014/4/27）
- 2周年（神田MIFA、2015/4/25）
- 3周年（木更津KAVACHi、2016/4/30）
- 4周年（木更津市民会館 中ホール、2017/4/22）
- 5周年（木更津KAVACHi、2018/4/29）
- 6周年（木更津OSSA、2019/4/28）
- 7周年（木更津OSSA、2020/4/18）[82]
- 8周年（富津公園 野外劇場、2021/4/25）
- 9周年（イオンモール木更津　ライブパーク、2022/4/30）
- 10周年（南総文化センター大ホール、2023/4/29）
- 11周年（木更津市民会館 中ホール、2024/4/27）
- 12周年（木更津市民会館 中ホール、2025/4/20）

※KAVACHiは現在のOSSA。

## ディスコグラフィ
※ 順位はオリコンウィークリーチャート最高位

### シングル
| #  | 発売日         | タイトル                                | 収録楽曲 | 順位  | 備考                                                                                           |
| -- | -------------- | --------------------------------------- | --- | ----- | ---------------------------------------------------------------------------------------------- |
| 1  | 2016年12月5日  | ANGER SIGN                              | 1.東京（潮干狩鯏） 2.ノスタルジア（潮干狩鯏） 3.木更津賛歌（野本健太郎） 4.声（野本健太郎）                         | -     | -                                                                                              |
| 2  | 2017年9月10日  | 苦理須荒連師（クリス・アレンジ）        | 1.仏恥義理喝斗毘道 2.国道127号線 3.約束                                                                             | -     | 100枚限定販売                                                                                  |
| 3  | 2018年1月10日  | Kisarazu Calling!!                      | 1.Kisarazu Calling!! 2.「刹那的」私の在り方 3.Kisarazu Calling!!-instrumental- 4.「刹那的」私の在り方-instrumental- | 108位 | 初の全国リリース                                                                               |
| 4  | 2018年9月9日   | 餡掛肉御飯                              | 1.餡掛肉御飯 | -     | -                                                                                              |
| 5  | 2019年8月28日  | ぶりっこROCK'N ROLL (Cover) ／ 愛羅武勇 | 1.ぶりっこROCK'N ROLL (Cover) 2.愛羅武勇 3.氣X團～kishidan～                                                        | -     | ぶりっこROCK'N ROLL は紅麗威甦のカバー曲                                                       |
| 6  | 2020年11月22日 | ヤンキーの法則                          | 1.ヤンキーの法則 | -     | -                                                                                              |
| 7  | 2021年4月25日  | 一番星瞬く                              | 1.一番星瞬く 2.TUPPARI TRAINING SCHOOL                                                                              | -     | -                                                                                              |
| 8  | 2021年6月19日  | 命懸け                                  | 1.命懸け | -     | -                                                                                              |
| 9  | 2022年1月26日  | レディース!!（TYPE-A）                  | 1.レディース!! 2.馬鹿野郎青春 3.未来へ                                                                              | 14位  | メジャーレーベルからの全国リリース。3タイプ同時発売。                                          |
| 9  | 2022年1月26日  | レディース!!（TYPE-B）                  | 1.レディース!! 2.命懸け 3.奇跡                                                                                      | 14位  | メジャーレーベルからの全国リリース。3タイプ同時発売。                                          |
| 9  | 2022年1月26日  | レディース!!（TYPE-C）                  | 1.レディース!! 2.国道127号線（理亞練師版） 3.OSSA!!（理亞練師版）                                                   | 14位  | メジャーレーベルからの全国リリース。3タイプ同時発売。                                          |
| 10 | 2023年8月15日  | Walk forward walk together              | 1.Walk forward walk together                                                                                        | -     | 木更津のハードコアバンド「EF」の楽曲の正式カバー                                               |
| 11 | 2025年4月29日  | Burden Heel & Soul                      | 1.Burden Heel & Soul 2.ハラッパ                                                                                     | 36位  | プロデュースは錦織一清 ! Uncle Cinnamon Recordsからリリース。ファンキー版、ヤンキー版の2種類。 |

### 配信限定シングル
| # | 発売日        | タイトル                           | 収録楽曲                           | 備考                                     |
| - | ------------- | ---------------------------------- | ---------------------------------- | ---------------------------------------- |
| 1 | 2013年7月20日 | Midnight 19town                    | Midnight 19town                    | -                                        |
| 2 | 2020年1月8日  | ぶんぶんぶんハチがとぶ - BunBunBun | ぶんぶんぶんハチがとぶ - BunBunBun | スリーダブリューとの企画曲（MV公開のみ） |
| 3 | 2021年3月20日 | 排武離努                           | 排武離努                           | TWISTARZとのコラボ曲（MV公開のみ）       |
| 4 | 2023年6月1日  | X-Cross                            | X-Cross                            | Apple Musicなどネット配信販売限定        |

### ミニアルバム
| # | 発売日        | タイトル                             | 収録楽曲 | 順位 | 備考           |
| - | ------------- | ------------------------------------ | --- | ---- | -------------- |
| 1 | 2014年2月19日 | 木更津ヤンキー烈伝 (赤)              | 1.天上天下唯我独尊 2.眛爽にねむれ 3.Two Night Carnival 4.Romantic Punk Weaver 5.Midnight 19town(Remix ver.) 6.昧爽にねむれ(Instrument ver.) 7.Two Night Carnival(Instrument ver.) 8.Midnight 19town(Debut ver.)        | -    | -              |
| 2 | 2014年2月19日 | 木更津ヤンキー烈伝 (青)              | 1.天上天下唯我独尊 2.眛爽にねむれ 3.Two Night Carnival 4.Romantic Punk Weaver 5.Midnight 20town(Remix ver.) 6.昧爽にねむれ(Instrument ver.) 7.Romantic Punk Weaver(Instrument ver.) 8.Cybernetic She Style(Debut ver.) | -    | -              |
| 3 | 2017年4月22日 | KISARAZU STORY                       | 1.青春ロックンロール 2.国道127号線 3.THE GIG 4.OSSA!! 5.Romantic Punk Weaver | -    | -              |
| 4 | 2020年8月1日  | 離派威張流伝説（リバイバルでんせつ） | 1.Two Night Carnival 2020 2.天上天下唯我独尊 2020 3.Secret Love 2020 4.東京 2020 5.魂 2020 6.Romantic Punk Weaver 2020                                                                                                 | -    | セルフカバー盤 |
| 5 | 2024年2月13日 | ANGER SIGN 2                         | 1.ema（C-Style） 2.めざめ（潮干狩鯏） 3.その一輪（八剱咲羅） 4.レディース（野本健太郎） 5.We art C-Style（C-Style with 野本健太郎）                                                                                    | -    | -              |

### アルバム
| # | 発売日         | タイトル                                     | 収録楽曲 | 順位 | 備考                                                     |
| - | -------------- | -------------------------------------------- | --- | ---- | -------------------------------------------------------- |
| 1 | 2016年10月10日 | 仏恥義理喝斗毘道（ぶっちぎりかっとびろーど） | 1.We are C-Style 2.運命 3.仏恥義理喝斗毘道 4.天上天下唯我独尊 5.ソラ 6.約束 7.東京 8.声 9.木更津賛歌 10.魂 11.氣X團                                                  | -    | -                                                        |
| 2 | 2019年1月4日   | UNDERGROUND                                  | 1.チョベリバ 2.悪荒線 -アクアライン- 3.DANGEROUS CITY 4.衝動 5.不良の花道 ～天上天下唯我独SONG～ 6.最刃音 7.餡掛肉御飯 8.PINK                                        | -    | -                                                        |
| 3 | 2020年7月1日   | ツッパリ最強伝説                             | 1.木更津Baby 2.We are C-Style 3.国道127号線 4.嘘 5.仏恥義理喝斗毘道 6.約束 7.Fight!! 8.木更津賛歌 9.サツキ 10.OSSA 11.運命 12.これでコロナもイチコロナ 13.妄想ガール | -    | 1曲目は横浜銀蝿の『横須賀Baby』のオマージュ曲。          |
| 4 | 2021年10月24日 | あなたが選ぶ！神曲 BEST7                     | 1.約束 2.餡掛肉御飯 3.仏恥義理喝斗毘道 4.Fight! 5.We are C-Style 6.PINK 7.声                                                                                         | -    | 人気投票の上位7曲を収録                                  |
| 5 | 2023年4月29日  | We are here                                  | 1.爆走 ～残された走り屋達～ 2.MID NIGHT 3.青春ロックンロール 4.MY SOUL 5.さようならアオ 6.The GIG 7.We are here                                                      | -    | 10周年に合わせてリリース                                 |
| 6 | 2023年11月19日 | 神曲７ 2023                                  | 1.馬鹿野郎青春 2.We are here 3.命懸け 4.餡掛肉御飯 5.未来へ 6.X-Cross 7.約束 8.暴走者たち 9.バイバイバイセコー                                                       | -    | 人気曲投票によるアルバム。8曲目、9曲目はカップリング曲。 |

### 映像作品
| # | 発売日         | タイトル                                                | 備考                     |
| - | -------------- | ------------------------------------------------------- | ------------------------ |
| 1 | 2020年8月15日  | TSUPPARI TRAINING SCHOOL 2020 富津公園野外劇場          | 単独ライブ映像 DVD       |
| 2 | 2021年11月22日 | Chiba Kimitsu 爆走！ぶんぶん文化祭                      | 単独ライブ映像 DVD       |
| 3 | 2023年8月5日   | C-Style 10th Aniversary 千葉県南房総文化ホール 大ホール | 10周年記念ライブ映像 DVD |